# Арон Даум
Раби Арон Даум (на иврит: אהרן דאום, Ahron Daum) е съвременен израелски ортодоксален равин, учител и писател. Бивш равин в Белгия, после главен равин във Франкфурт, живеещ сега в град Антверпен, Белгия.

## Личен живот
Роден е на 6 януари 1951 година в град Бней-Брак, Израел. Произхожда от религиозно семейство на ашкенази. Баща му Шмуел Даум, произлизащ от много известни равински семейства от Полша и Бохемия (Чехия), е бил известен учител, педагог и писател, посветил цялата си дейност на еврейската общност. Майка му Ривка Джина Даум произхожда от богато търговско семейство в Шопорн, Унгария. Арон има 3 по-млади братя.
Неговото интензивно религиозно обучение започва след навършване на 13-годишна възраст, в знаменитата Литовско-хасидска йешива „Ружин“ в Бней-Брак. На 14-годишна възраст Арон заминава за Великобритания, където продължава обучението си в йешива Ха-Рама, а по-късно и в знаменитата ционистка йешива Ец Хаим в Монтрьо, Швейцария.
През 1975 година, след получаване на бакалавърската си степен в Швейцария, той заминава отново за Великобритания. Там постъпва в Еврейския факултет към Лондонския университет, след завършването с отличие на който получава степен бакълавър по еврейските науки. През 1978 година учи в Богословската семинария „Ицхак Елханан“ (випуск ’82) на Йешива Университет в Ню Йорк, където получава с отличие магистърска степен по библеистика, а така също и посвещението си в качеството на равин, лично подписано и връчено от професор равин Йозеф Соловейчик.
Даум отхвърля предложението за продължаване на обучението си след получаване на титлата Даян и завръщането си в Европа, където се жени за Франсин Френкел, от брака си с която му се раждат 3 дъщери. Той владее свободно иврит, английски, френски, нидерландски и идиш, а така също пасивно латински и арамейски език.

## Кариера като равин
Арон Даум започва своята кариера през 1982 година Швейцария като равин на еврейската общност в град Бил/Биен (двуезичен френско-немски град).
През 1986 година напуска тази длъжност, за да защити докторската си дисертация в Christlich-Jüdische Institut към Факултета по богословие на Университета в Люцерн, Швейцария. През 1987 година поема поста главен равин към еврейската общност на Франкфурт на Майн, по това време най-голямата и престижна еврейска общност на Федерална Република Германия. По времето, когато Арон Даум заема тази длъжност, е в ход голяма имигрантска вълна от приток на руско-еврейски емигранти от бившия Съветски съюз към Западна Германия. Поради това първата помощ за тези хора, които често се намират в сложно икономическо положение, както и тяхната интеграция в рамките на съществуващата еврейска общност, става главен приоритет на неговата администрация в началото на 1990-те години. Интеграцията на тези хора често е много сложен въпрос, защото в Съветския съюз е имало ограничено пространство за изразяване на тяхната еврейска идентичност, което често е носило със себе си съмнения в статуса на еврейския народ, както и във всеки случай, определена нтипатия към еврейския живот. По този начин главна задача на неговата дейност като равин се превръща разглеждането на често сложните досиета касаещи еврейския статут на много от новопристигналите емигранти. Също така равин Даум е движещата сила за разширението на културните и религиозни програми на еврейската общност по привличането на нови членове към такива мероприятия като: концерти с еврейска музика, пътувания и посещения на места с еврейско културно наследство (Worms, Mainz, Michelstad), както и основни уроци по еврейска религия.
Равин Даум е бил също така председател на Бет Дийн във Франкфурт. На тази си длъжност се е занимавал активно със Гиур, с въпроси по Кашрут, Дийн Тора, а така също и с религиозни бракоразводни въпроси (Гитин).
Има голям опит с Гиур, както от религиозна гледна точка на равинския съд (Бет Дийн), така и в качеството му на учител и ръководител с повече от 15-годишен опит в подготовката на желаещи да приемат еврейско вероизповедание чрез халахически признат Гиур.
През 1993 година по семейни причини равин Арон Даум подава оставка от поста си на главен равин и заминава за Антверпен (Белгия), където живее голяма част от неговото семейство. Там започва да преподава еврейска религия в обществени и еврейски училища.
През 1995 година приема длъжността лектор по Еврейско право във Факултета по религиозни науки във Вилрейк ([Антверпен), Белгия. В знак на благодарност за преподавателската му работа в системата на образованието, както и за работата му по Халаха, Факултета му присъжда званието Почетен Професор по Еврейско Право.
От 2001 година, заедно със съпругата си, равин Даум започва серия от информационно-просветителски проекти за евреи, които стават Баал Тшува; за неевреи, интересуващи се от еврейска религия, както и за хора, встъпващи в процеса на интеграция и Гиур. Днес тази дейност е голяма част от неговата заетост, която включва също организиране на семинари в областта на юдаистиката, в сътрудничество с Центъра „Шалом“ в Нидерландия и Израел.

## Публикации
Професор равин Арон Даум е има многобройни публикации по теми от областта на юдаистиката. През времето на престоя си в Швейцария редовно пише и публикува статии в еврейския швейцарско-немск седмичник „Jüdische Rundschau“. По времето на пребиваването си във Франкфурт-на-Майн като главен равин пише редовно статии за „Die Jüdische Allgemeine“, както и за излизащото веднъж на два месеца списание „Die Gemeinde“.
От 2010 година публикува всеки месец статии в списанието „Joods Actueel“, най-разпространеното в Белгия еврейско периодично издание, като засяга теми, свързани с целия спектър на юдаистиката, например серията върху историята на юдаизма от началото на епохата на Просвещението.
Равин Даум е написал две книги. Неговата първа книга „Halacha aktuell“ се състои от 2 части и е написана на немски език. Там се разглеждат съвременни халахични проблеми и теми, по начина по който се тълкуват в халахическата литература и по-специално в Responsa. Тази уникална книга е първата написана на немски език творба по тези теми в периода след Холокоста. Тя е получила много високи официални признания от различни реномирани халахически авторитети. Отделни части от книгата първоначално са били написани на класически равински еврейски език, а по-късно са били публикувани и самостоятелно под названието „Iyunim b’Halacha“.
Втората книга на равин Даум е „Die Jüdische Feiertage in Sicht der Tradition“ („Еврейските празници през погледа на традицията“). Книгата представлява сборник от 2 части, включващ съчетание от халахически статии, проповеди, литургични наблюдения, омилетични мисли и фолклорно-хумористични разкази, отнасящи се до еврейските празници и Шабат.
Понастоящем равин Даум работи върху няколко книги на нидерландски език, като засяга разнообразни теми – Кабала, история на еврейския народ, еврейското общество днес и различните течения в него и други.

## Трудове (избрано)
- Halacha aktuell, Jüdische Religionsgestze und Bräuche im modernen Alltag (Haag und Herchen Verlag, Frankfurt am Main, 1992, 2 Vol., p. 387 – p. 773)
- Iyunim b’Halacha (Haag und Herchen Verlag, Frankfurt am Main, 1992, p. 93)
- Die Feiertage Israels, Die jüdischen Feiertage in er Sicht der Tradition (Herchen Verlag, Frankfurt am Main, vol. I, 1993, p. 556, vol. II, 1994, p. 557)
- „Das aschkenasische Rabbinat: Studien über Glaube und Schicksal“ (Julius Carlebach) / Die Rolle des Rabbiners in Deutschland heute (Ahron Daum)